# Cerro Armazones
El cerro Armazones es una montaña ubicada en la sierra Vicuña Mackenna de la Cordillera de la Costa, aproximadamente a 130 km al sureste de la ciudad de Antofagasta, en la región de Antofagasta, Chile. Tiene una altura de 3.046 metros, y está ubicado en una zona privilegiada para la astronomía óptica y en infrarrojo, pues cuenta con casi 350 noches despejadas al año.
En él se ubica el observatorio astronómico Cerro Armazones, de la Universidad Católica del Norte y la Universidad de Bochum, que cuenta con tres telescopios de 1,5 m, 84 cm y 41 cm de diámetro.
Además, la European Southern Observatory (ESO) tiene planeado instalar en el cerro Armazones el Telescopio Extremadamente Grande hacia fines de 2010, a unos 20 kilómetros al este de cerro Paranal, donde se levanta el Very Large Telescope de la ESO.